# 菊と刀
『菊と刀』（きくとかたな、原題：The Chrysanthemum and the Sword: Patterns of Japanese Culture）は、米国の文化人類学者ルース・ベネディクトによる、日本の文化を説明した文化人類学の著作である。

## 概要
『菊と刀』は、ベネディクトの戦時中の調査研究をもとに1946年に出版された。ベネディクトは、フランツ・ボアズより教わった急進的な文化相対主義の概念を日本文化に適用するべく、恩や義理などといった日本文化『固有』の規範を分析した。本書は戦時情報局の日本班チーフだったベネディクトがまとめた5章から成る報告書「Japanese Behavior Patterns　(日本人の行動パターン)」を基に執筆された。日本国内では1948年12月28日、長谷川松治訳が社会思想研究会出版部から出版された。
倉智恒夫によれば、『菊と刀』の認識パターンは、フランス人のルイ・カザミヤンによるイギリス論『イギリス魂-その歴史的風貌』（1927年、訳書は現代教養文庫）と共通するものがあるという。
ベネディクトは、日本を訪れたことはなかったが、戦時情報局の同僚で熊本県でのフィールドワークを行ったジョン・エンブリーの報告書などの文献を熟読する他、日系移民との交流を通じて、日本文化の解明を試みた。『菊と刀』はアメリカ文化人類学史上最初の日本文化論である。
『菊と刀』は日本文化の行動規範の独自性を強調する。しかし、懐疑する傾向も見られる。すなわち日本文化が西洋文化とは対極の位置に置かれていることに、批判の目が向けられている。また、日本の文化を他者との相対的な空気を意識する「恥の文化」と指摘し、欧米の文化を自律的な良心を意識する「罪の文化」と定義、倫理的に後者が優れているとの主張を展開し、そのことへの批判もある。

## 評価
作家のポリー・プラットは、著書「フランス人　この奇妙な人たち」の日本語版への序文で、「菊と刀」により日本の文化のすばらしさを知ったと述べている。ハリー・スタック・サリヴァンも出版後早期に書評を書いている。
左派的活動でも知られる日本文化研究家、ダグラス・ラミスは著書『内なる外国』で、『菊と刀』には、未開民族を見るようなまなざしがあるとして批判している。また、高野陽太郎は「日本人は集団主義である」という誤った通説が広まったきっかけであるとしている。加藤恭子は著書で、戦時中に書かれたものゆえ、罪の文化のほうが恥の文化より優れているという視点から書かれており、日本人は非道徳な国民という印象付けがなされたとしている。

## 書名
ベネディクトが最初に考えていたタイトルは“We  and  the  Japanese”だったが、執筆中に“Japanese  Character”に変更、I章を読んだ段階で出版社は、第I章につけられた“Assignment:  Japan”がよいとした。ベネディクトは同意したものの、初期の自身の代表作である"Patterns  of  Culture"を使った“Patterns  of  Culture:  Japan”への変更を希望、容れられない場合は、日本に行ったことがないので“Assignment:  Japan”ではなく“Assignment: The Japanese”にしてほしいと要望した。その後出版社は“Patterns  of  Japanese  Culture”を提案するも、編集会議で“The  Curving  Blade”、“The  Porcelain  Rod”、“The  Lotus  and  the  Sword”の3案が浮上したことを告げ、とくに“The  Lotus  and  the  Sword”を推してきたため、ベネディクトはLotus（蓮）を菊に変えることを希望し現題に決定した。

## 主な訳書
- 『菊と刀―日本文化の型』長谷川松治訳、講談社学術文庫、2005年
- 『菊と刀』角田安正訳、光文社古典新訳文庫、2008年
- 『菊と刀―日本文化の型』越智敏之・越智道雄訳、平凡社ライブラリー、2013年